# Lipaugus unirufus
El guardabosques rojizo  (Lipaugus unirufus), también denominado guardabosques rufo (en Colombia), piha o pía rojiza (en Costa Rica, Honduras y Nicaragua), pía guardabosques o piha rufa (en México) o minero castaño, es una especie de ave paseriforme de la familia Cotingidae perteneciente al género Lipaugus. Es nativo de América Central y del noroeste de América del Sur.

## Distribución y hábitat
Se distribuye desde el sur de México hacia el este, por Guatemala, Belice hasta el norte de Honduras y este de Nicaragua, y hacia el sur por Costa Rica, Panamá y oeste de Colombia; y en el extremo suroeste de Colombia y noroeste de Ecuador.
Esta especie es considerada bastante común en su hábitat natural, el estrato medio y bajo de bosques tropicales o subtropicales húmedos de tierras bajas, principalmente por debajo de los 700 m de altitud.

## Sistemática

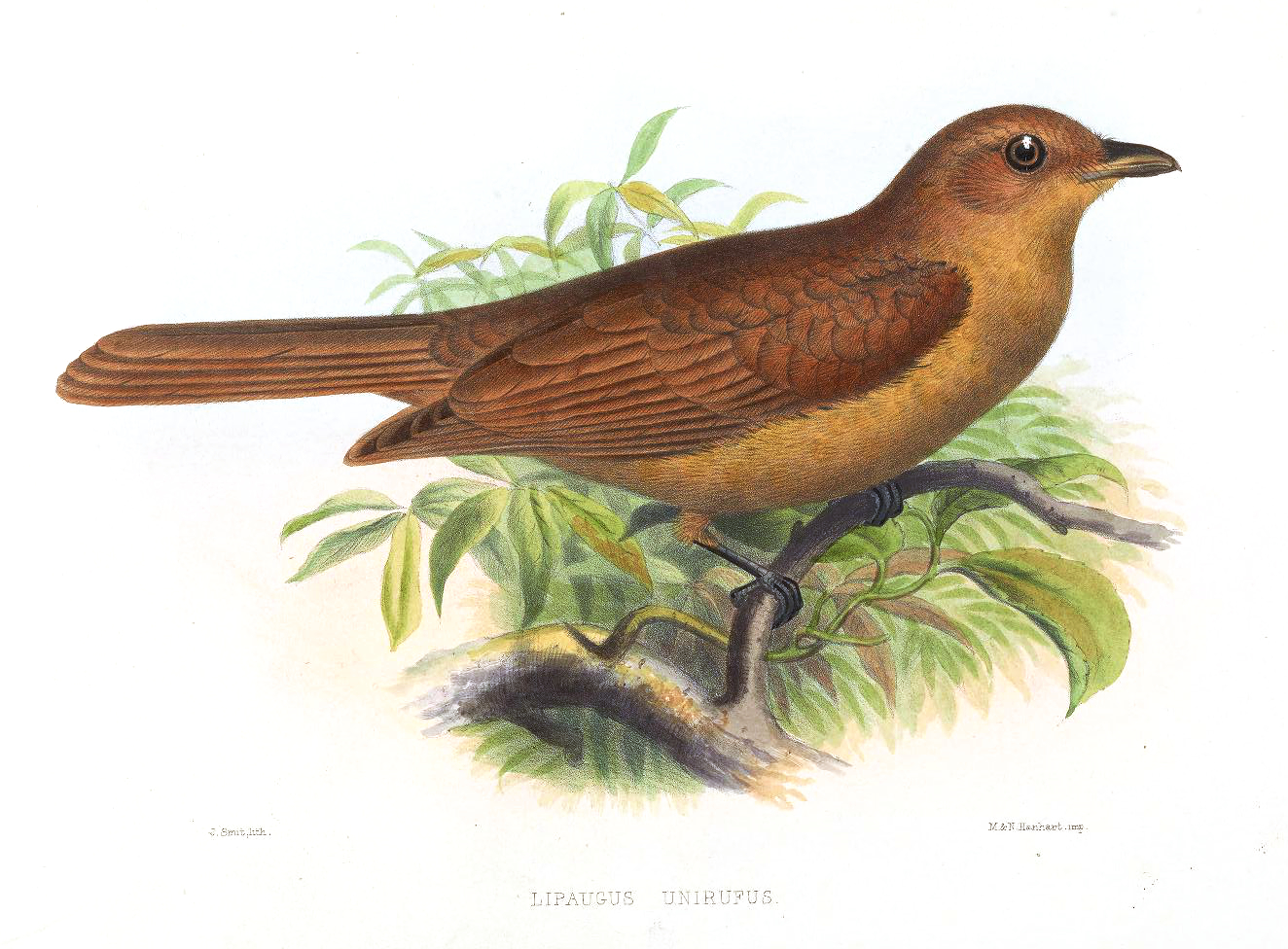
Lipaugus unirufus, ilustración de Smit, para Exotic ornithology, 1869.

### Descripción original
La especie L. unirufus fue descrita por primera vez por el zoólogo británico Philip Lutley Sclater en 1860 bajo el mismo nombre científico; la localidad tipo es «Playa Vicente, Oaxaca, México».

### Etimología
El nombre genérico masculino «Lipaugus» deriva del griego «λιπαυγης lipaugēs» que significa ‘oscuro’, ‘abandonado por la luz’; y el nombre de la especie «unirufus», se compone de las palabras del latín «uni» que significa ‘singular’, ‘único’ y «rufus» que significa ‘rufo’.

### Taxonomía
La ligera variación geográfica del color a lo largo de la mayoría de su rango no merece reconocimiento taxonómico; la subespecie propuesta L. u. clarus (Ridgway, 1906) (de Panamá) se incluye en la nominal.

### Subespecies
Según las clasificaciones del Congreso Ornitológico Internacional (IOC) y Clements Checklist/eBird, se reconocen dos subespecies, con su correspondiente distribución geográfica:
- Lipaugus unirufus unirufus P.L. Sclater, 1859 – desde el sur de México (hacia el este desde el sur de Veracruz y norte de Oaxaca), hacia el este, por Guatemala, Belice hasta el norte de Honduras y este de Nicaragua, y hacia el sur por Costa Rica, Panamá y oeste de Colombia (al este hasta la sección central del valle del río Magdalena) y al sur hasta Valle.
- Lipaugus unirufus castaneotinctus (Hartert, 1902) – extremo suroeste de Colombia (Cauca) y noroeste de Ecuador (Esmeraldas).